# Editora 34
Editora 34 est une maison d'édition localisée à São Paulo, au Brésil.